# 門司港レトロハイマート
門司港レトロハイマート（もじこうレトロハイマート）は、福岡県北九州市門司区の門司港レトロ地区に所在する超高層マンション。最上部は展望台になっている。屋上には、ヘリパッドがある。

## 主な施設
- 屋上：ヘリパッド
- 31F：門司港レトロ展望室
- 1F：マンションエントランス、門司港レトロ展望室専用エレベーターホール

## 展望台
高さ103mから関門海峡・関門橋、門司港レトロ地区や下関市唐戸の街並みが270度見渡せる。また、情報潜望鏡「アイステア」や17倍率まで拡大できるデジタル望遠鏡などが設置されている。22時まで利用可。

## 門司港レトロハイマート建設をめぐる景観紛争
「門司港レトロハイマート」は、現在、門司港レトロ地区のランドマークともなっているが、景観をめぐって裁判が争われた末に建設されたものである。当初、ここには15階建てのマンションが計画され、1994年に建築確認が申請された。申請を受けた市は、マンションの規模や形態が景観保全をめざす地区にそぐわないとして、都市景観条例に基づいて計画を見直すよう行政指導を行い、外観がレトロ調に改められた。しかし、マンションの基本的な形は修正されなかったため、市は建築確認を行わず、これを不服とした建築主が提訴したため、争いが法廷の場へと移された。
この紛争は、「マンションの幅を狭くして高さを倍にする」という形で決着をみた。市が主に問題としたのは、約50mという高さにより、景観上重要な和布刈（古城）山が船だまりから見えなくなることであった。そこで、横幅を狭くすることで山が見えるようにし、そのかわりに高さを高くしてマンションの容積を確保したわけである。さらに、最上階の31階（高さ103m）を市が買い取り、「門司港レトロ展望室」として観光用に開放することとなった。

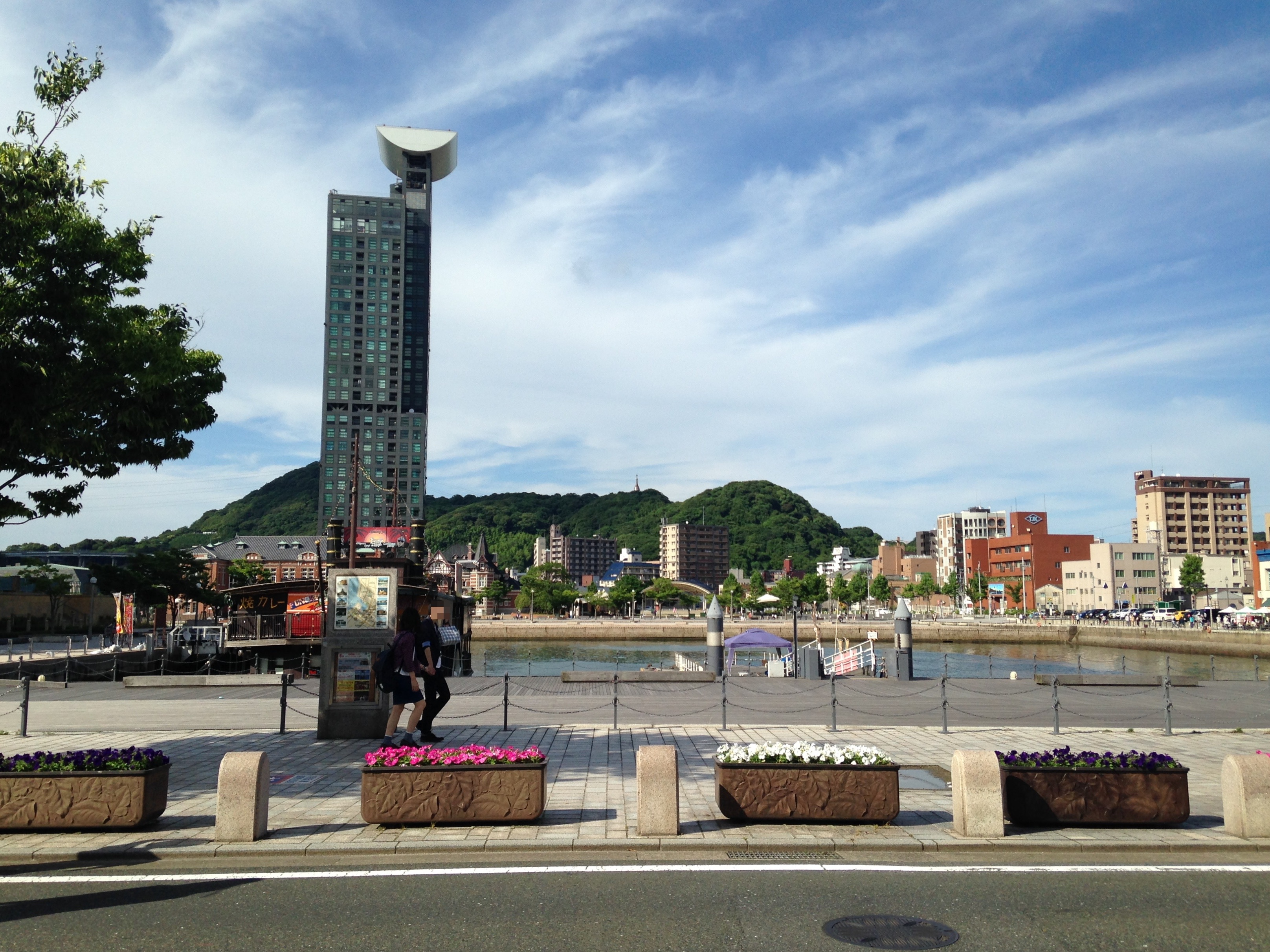
船だまり越しに望む門司港レトロハイマート。背後が和布刈山。
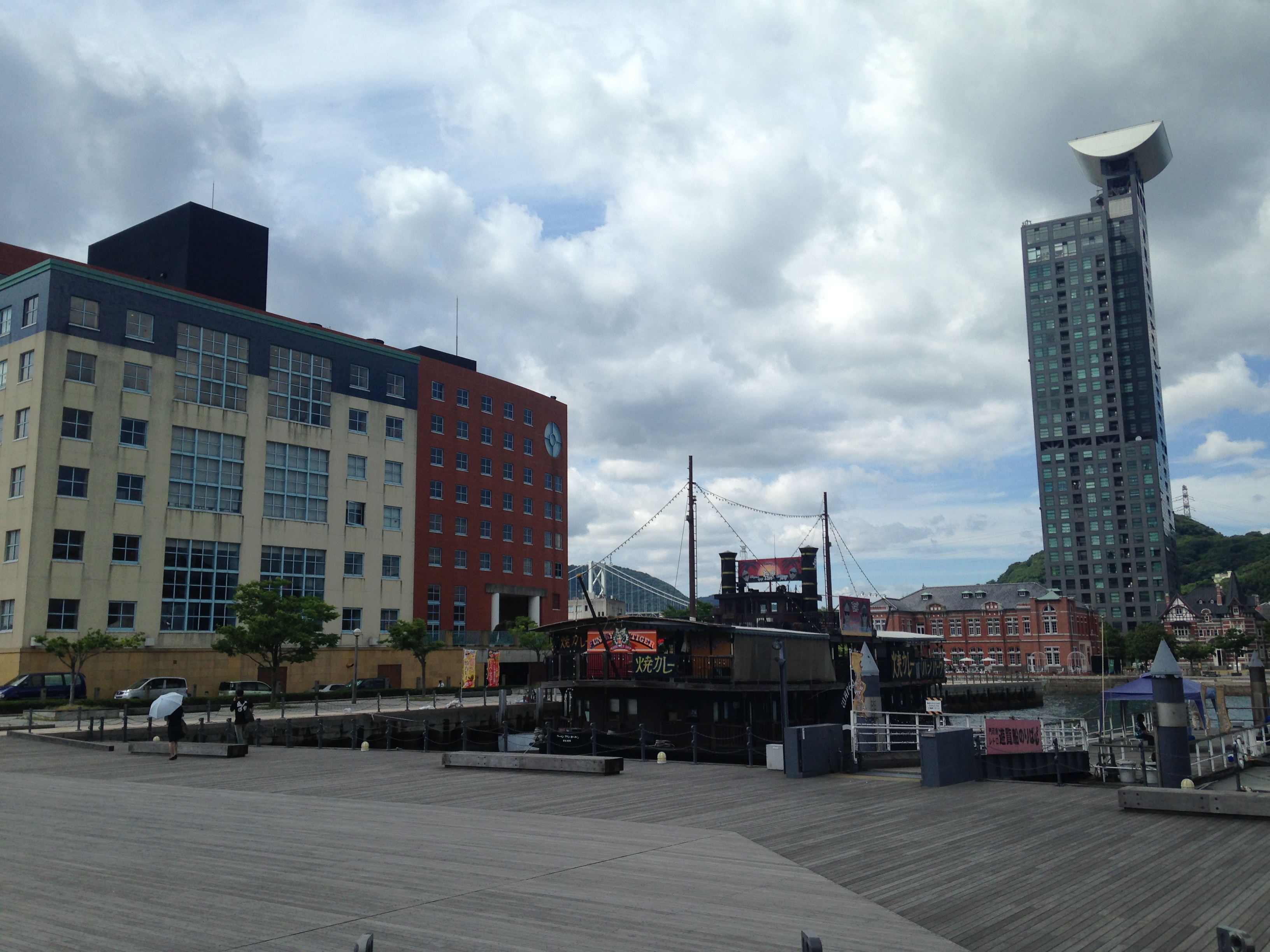
門司港レトロ地区と門司港レトロハイマート
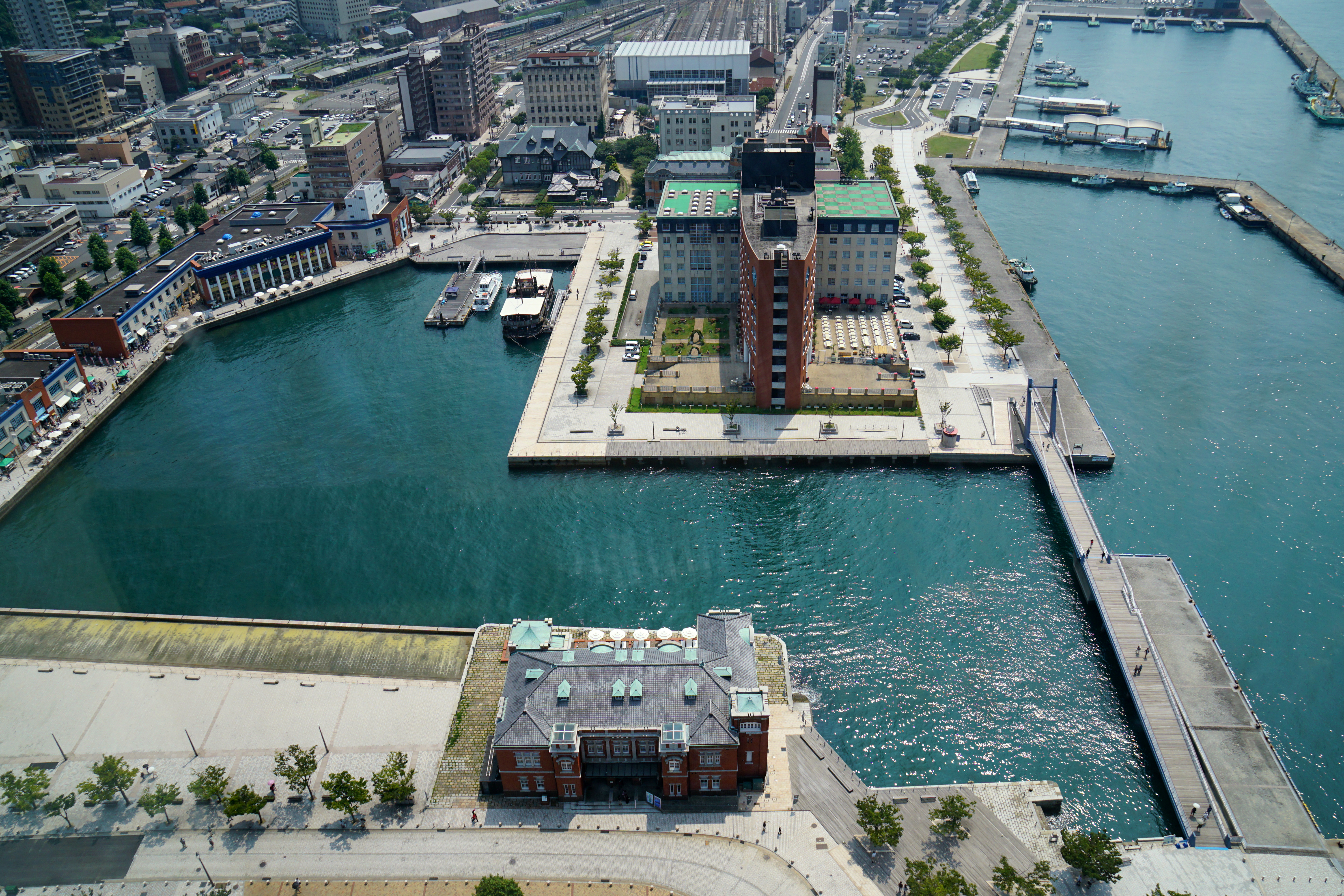
展望室から船だまりを眺める
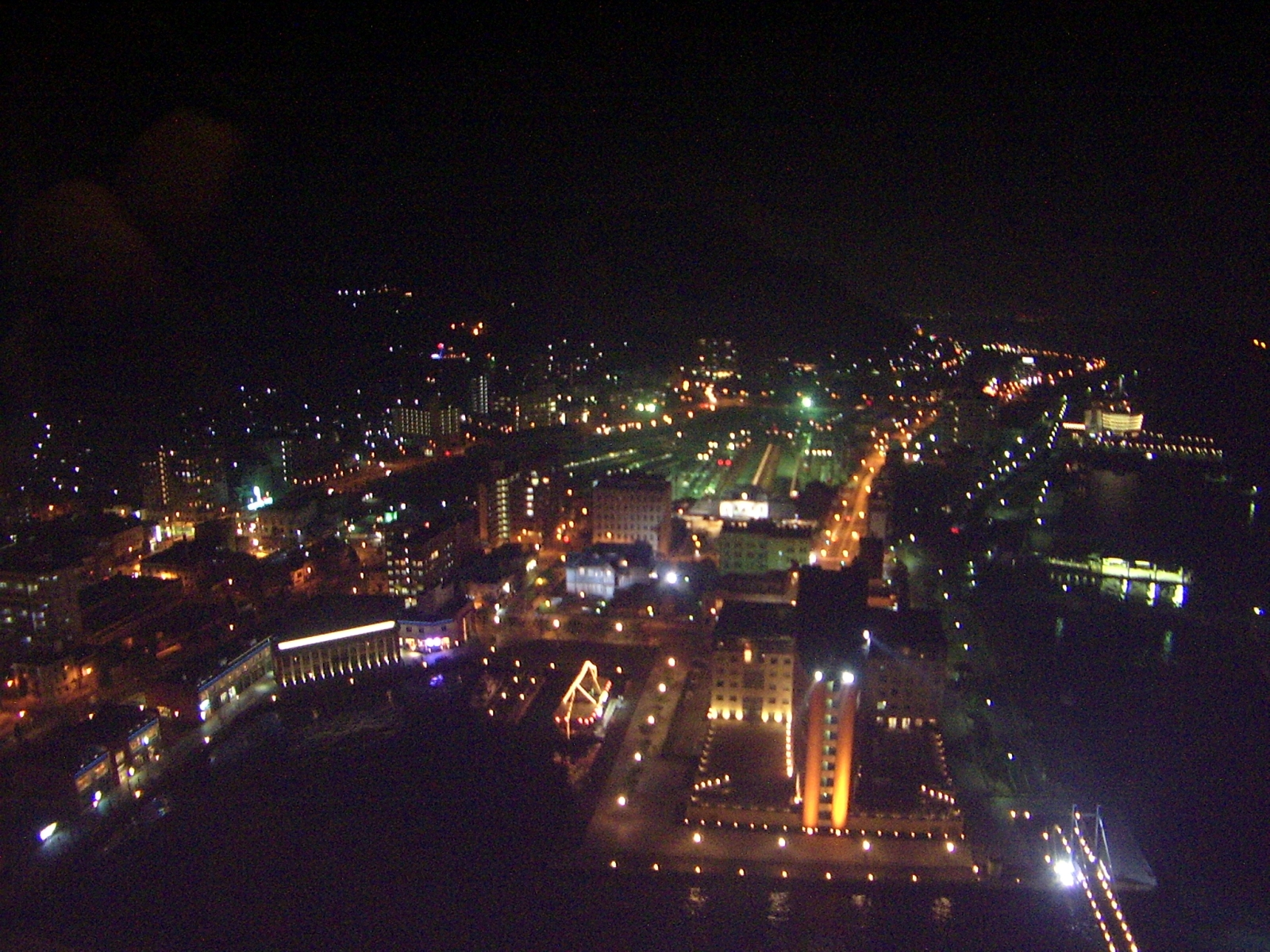
同、展望台からの夜景